# Dijon Université Club Baseball Softball & Cricket
Uniformes

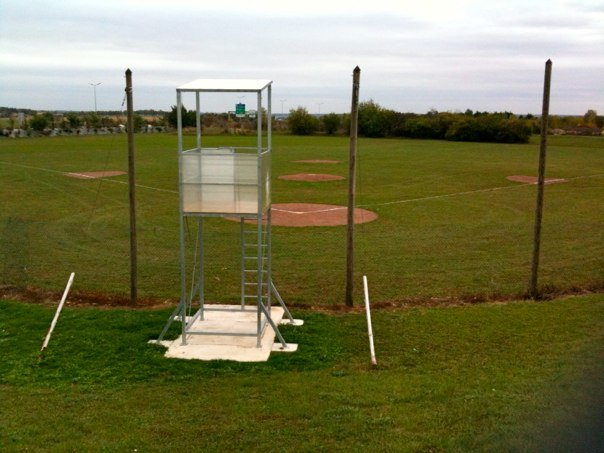
Terrain duc baseball

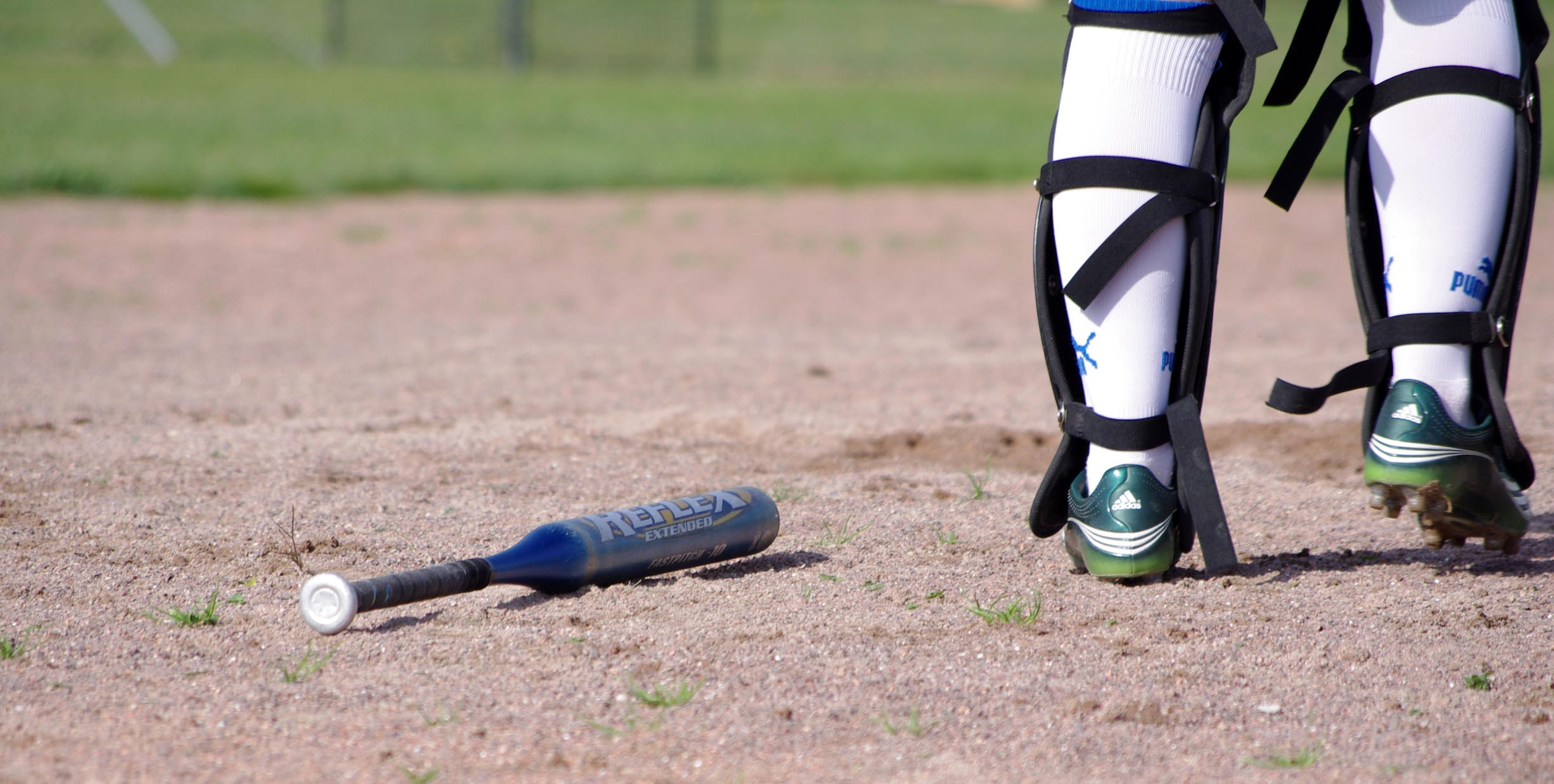
Softball batte

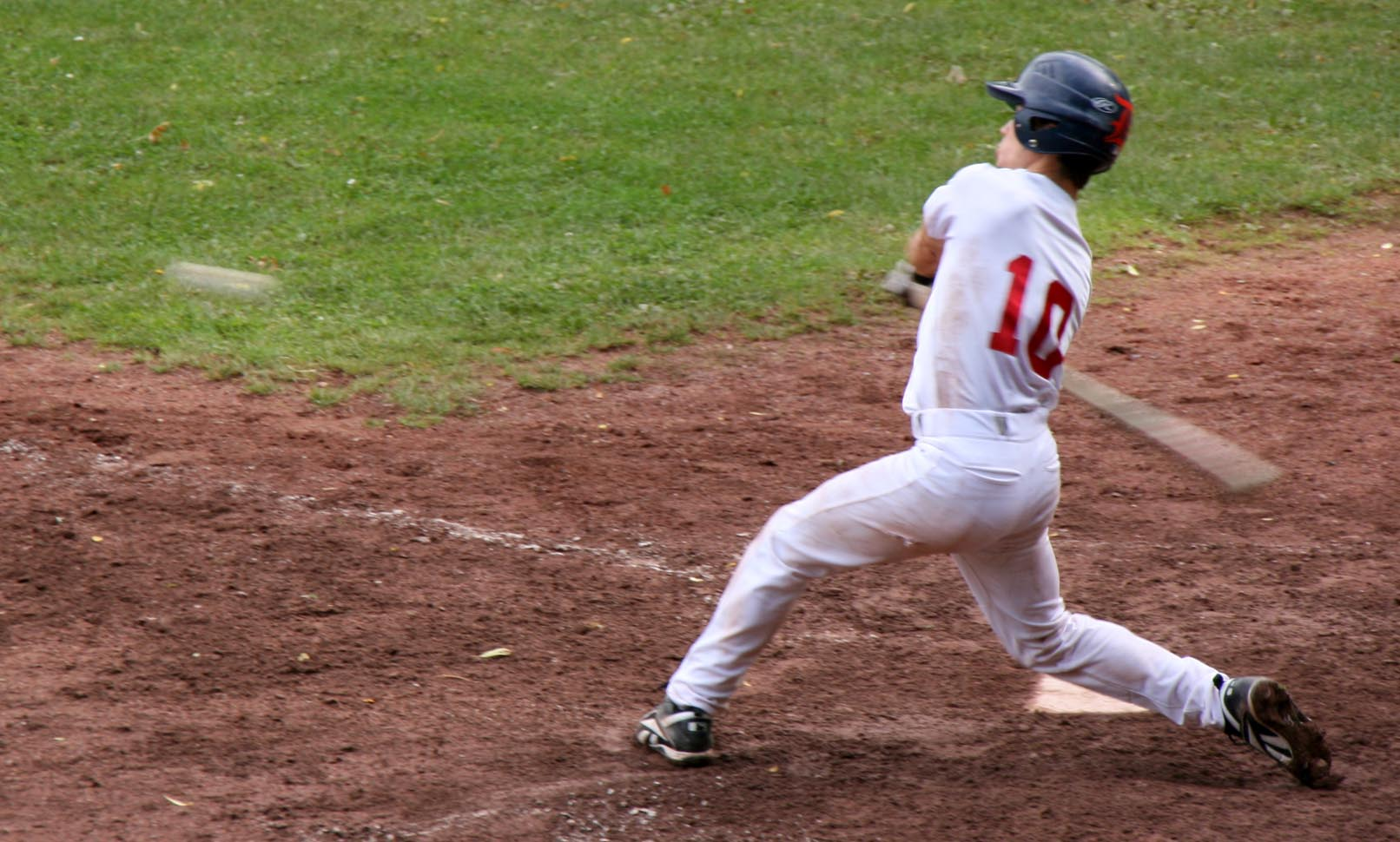
Batteur duc baseball

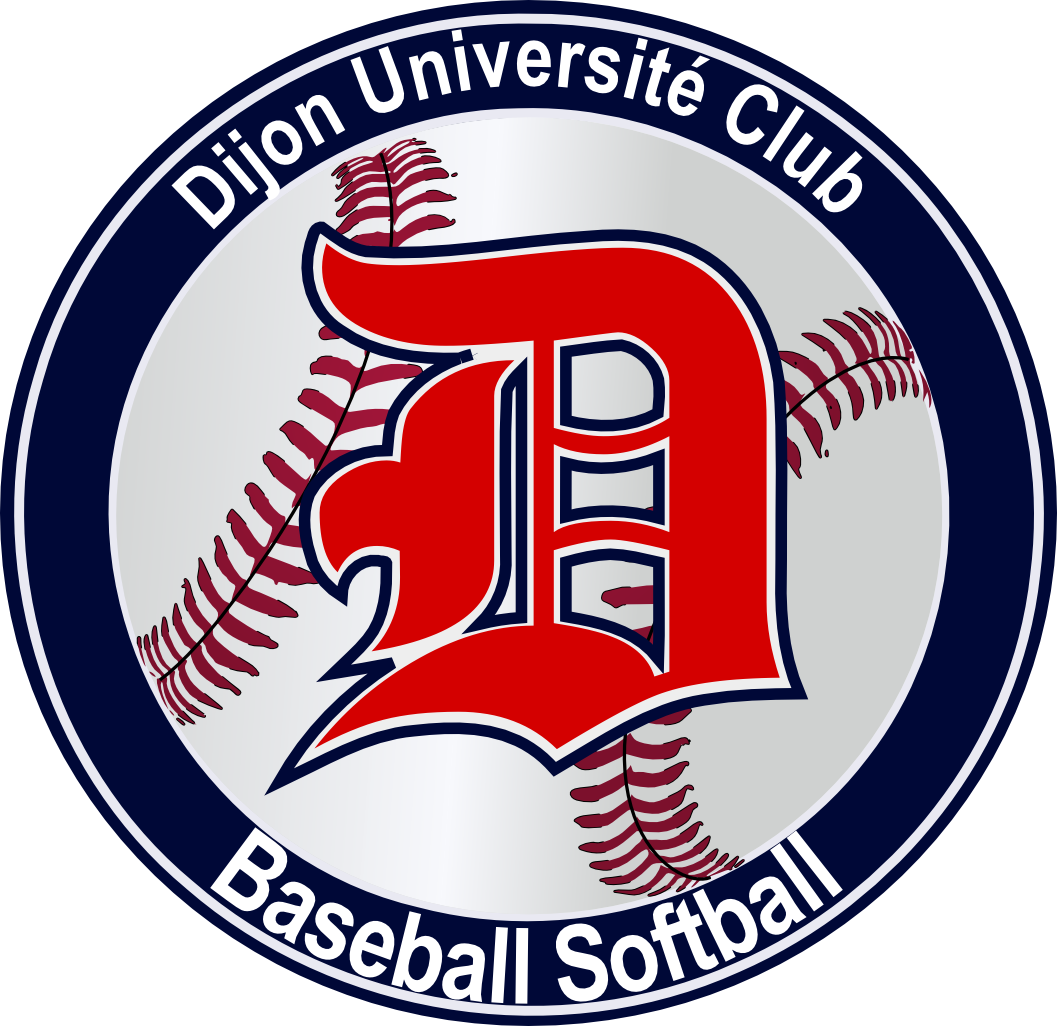
Ancien logo

Le DUC Baseball est un club français de baseball fondé en 1986. Le DUC Baseball évolue en championnat régional et participe au Championnat de France de Nationale 2 en 2010. Le club se compose d'une équipe senior baseball et softball mixte.

## Histoire
- 1986: Création du club Dijon Softball Club avant de rejoindre rapidement le DUC général.
- 1987: Première affiliation à la Fédération le même jour (8 mai) que les Sharks de Fontaine-les-Dijon.
- 1987-1998: le DUC évoluera plusieurs fois en N2.
- 1998-2002: Le DUC baseball créera une entente avec le club de Fenay et pendant ce temps là les Black Eagles, second club dijonnais affilié en 1992, viendront occuper le terrain de l’université. Tant et si bien que le DUC historique se confondit avec Fenay (affiliation novembre 1988) et les Black Eagles prirent le nom de DUC Black Eagle (Il y a d'ailleurs confusion à ce sujet sur le site fédéral).
- 2003 : Radiation fédérale du DUC Black Eagle.
- 2005 : Le DUC actuel est re-créé le 18 décembre par 3 anciens joueurs : Benjamin Belville, Président, (dont le frère Jean-philippe évolua au DUC historique), Jean-claude Charbonneau et Emmanuel Cao Than. Lorsque Benjamin Belville quitte Dijon, le club est repris par 3 figures historiques : José Isturiz, Dominique Servelle et Jérome Monneret. José Isturiz officiera en tant que Président jusqu'en 2015.
- 2011 : Le Club intègre pour la première fois de son histoire une section cricket
- 2013 : Première participation au Championnat de France de baseball Nationale 1
- 2014 : Première sélection en équipe de France (softball 19U, baseball 12U) de 3 joueurs du club. Deux joueurs baseball 12U vice champions d'Europe.
- À partir de fin 2015, le nouveau bureau, composé des anciens joueurs Geoffrey Durand, George Carvalho et Mathias Arnault, place la remise aux normes du terrain de Dijon dans ses priorités. Les travaux de réhabilitation commencent le mercredi 8 février 2017[1]. Le 21 mars 2018, le champ intérieur est intégralement clôturé.
- Fin 2018, le bureau de Geoffrey Durand se retire et passe le flambeau à Adrien Deshormiere (Président), Léa Druette (trésorière) et Nicolas Piot-Bigot (secrétaire).
- 2023 : après plusieurs années sans équipe de cricket celle-ci se reconstitue.

## Palmarès

### Senior
- 2015: Quart de finale N1
- 2014: 4e Poule Nord N1 7V/7D. Maintien N1.
- 2013: 5e Poule C N1. Re-péchage N1.
- 2012: Champion de Bourgogne baseball senior et softball mixte
- 2011: Champion de Bourgogne
- 2010: Champion de Bourgogne, Quart de finaliste N2 (D3)
- 1998: 4e poule Sud N2
- 1995: 4e poule Sud N2 5V/7D
- 1994: 4e poule Sud N2 8V/8D
- 1993: 4e poule Est N2 10V/10D
- 1992: 4e poule Est N2 10V/10D
- 1991: 2e poule Est N3 (D4) et montée en N2
- 1990: 3e poule Est N3
- 1989: 6e poule Sud N2 et descente en N3
- 1987: Championnat de Franche-Comté

### Junior
- 1995 Champion de Bourgogne qualification phase finale championnat France
- 1994 Champion de Bourgogne qualification phase finale championnat France
- 1992 Champion de Bourgogne et 3e du championnat de France
- 1991 2e avec qualification phase finales championnat de France

### Cadet
- 1995 Champion de Bourgogne et sélectionné pour le championnat de France
- 1992 Champion de Bourgogne

### Softball
- 1995 Championne Bourgogne ex aequo avec les BlackEagles Balzac
- 1990 Championne de Bourgogne

## Bureau
- Président : Galindo Claire
- Secrétaire :Rochette David
- Trésorier : Léa Druette

## Photos

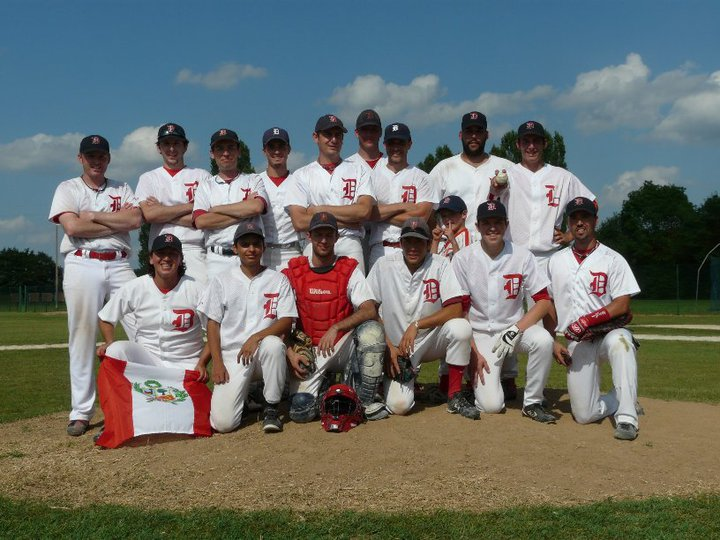
Team baseball DUC 2010
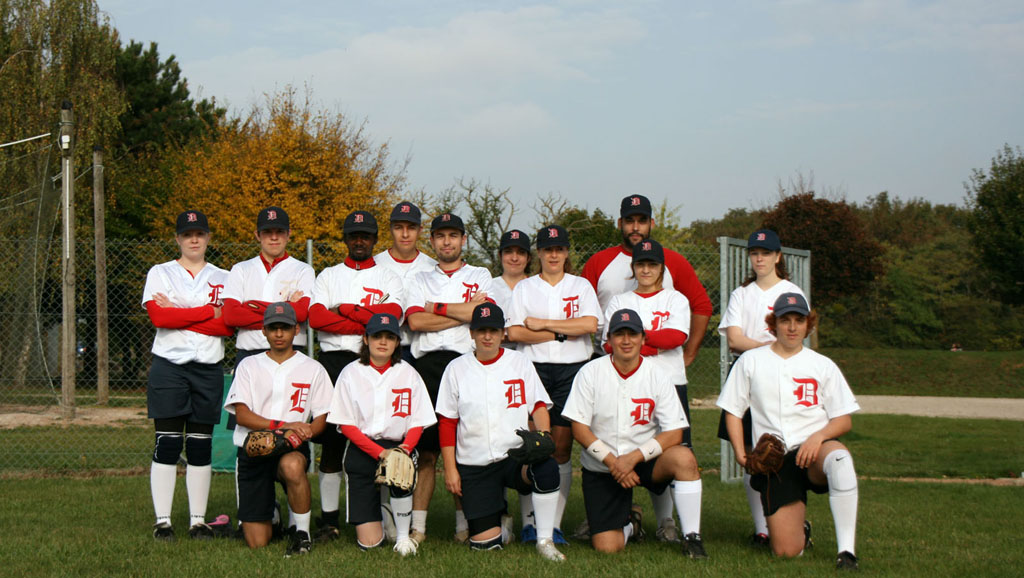
Team softball DUC 2010
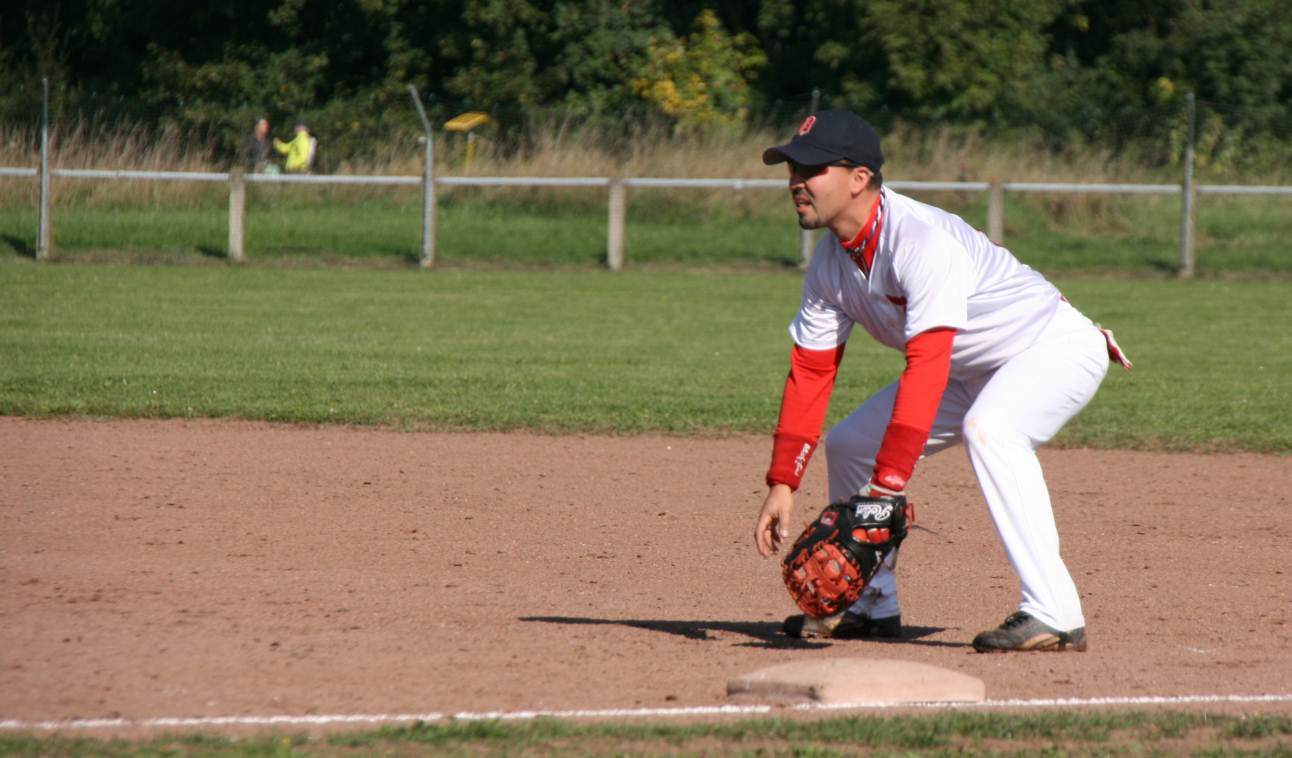
José Isturiz, 1re base
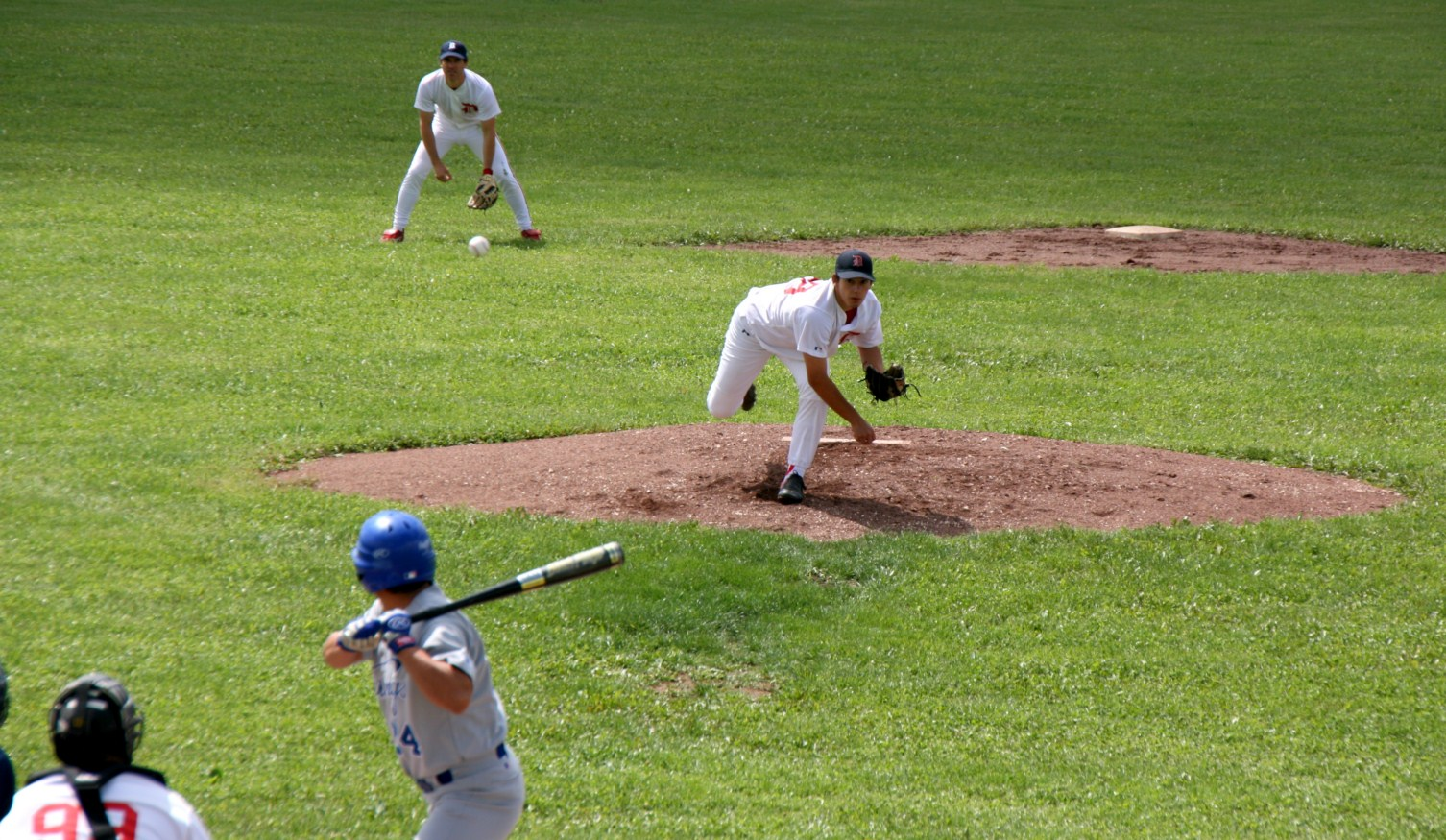
Maxime Jachet, lanceur